# Cascada (banda)
Cascada es un grupo alemán de eurodance que se formó en enero de 2004. Cascada está formada por la cantante Natalie Horler, y los productores DJ Manian y Yanou. Son famosos por sus canciones  «Everytime We Touch» que ganó el premio en los World Music Awards en 2007, cómo también por el sencillo número uno de la banda, «What Hurts the Most» qué llegó a las listas en el 2008, y «Evacuate the Dancefloor», que se convirtió N.º 1 en Reino Unido en el 2009 y consiguiendo disco de platino en Estados Unidos con más de un millón de descargas.
Hasta ahora la banda ha vendido 14 millones de copias de sus tres álbumes, y 36 millones de sencillos en todo el mundo. De acuerdo con RIAA, en febrero de 2011 informó que Cascada ha vendido 3 millones de copias digitales de sus sencillos únicamente en Estados Unidos.
En 2006, el grupo lanzó su álbum de debut, Everytime We Touch, que contó con la aprobación positiva de los muchos críticos, y con un gran recibimiento comercial, logrando vender más de 7 millones de copias hasta la fecha. El álbum cuenta con su primer éxito internacional «Everytime We Touch», que llegó al puesto número 10 del Billboard Hot 100 y número 2 en Reino Unido. Y poco más tarde, en Estados Unidos hicieron el relanzamiento de «Miracle», poco después de «Everytime We Touch», ya que cuando fue lanzado en 2004 no recibió gran atención. «Everytime We Touch» fue certificado con un disco de platino y «Miracle» con un disco de oro.
En el 2007, tras las grandes ventas álbum anterior en todo el mundo, el 3 de diciembre Cascada lanza con gran éxito su segundo álbum de estudio Perfect Day que cuenta otro éxito internacional, el sencillo «What Hurts the Most» entrando también en el top 10 en las listas de ventas de varios países.
El 12 de septiembre de 2010 se celebraron los premios MTV Video Music Awards 2010 en el que el vídeo de «Evacuate the Dancefloor» estuvo nominado como Mejor Vídeo Dance, pero no quedó ganador.
Cascada fue originalmente fundada cómo Cascade, pero el nombre tenía que ser cambiado debido al parecido de otro nombre de un DJ. En el 2010, Cascada se anunció cómo el segundo artista de dance más descargado de todos los tiempos siendo vencido por el productor internacional de dance David Guetta.
Sus mayores éxitos son Miracle, Everytime We Touch, What Hurts the Most, Bad Boy, Evacuate the Dancefloor y Pyromania
El 14 de febrero de 2013 participaron en el programa Unser Song für Malmö de la televisión alemana, donde consiguen ganar y así representar a Alemania en el Festival de la Canción de Eurovisión 2013 con la canción Glorious, con la que quedaron en el puesto número 21 con 18 puntos.

## Miembros

### Natalie Horler
Natalie Horler nació el 23 de septiembre de 1981 en Bonn, Alemania. Sus padres son británicos, con lo que ella habla un fluido inglés y tiene acento británico. Ha confesado que disfrutó una "educación muy británica". Tan pronto empezó a cantar, fue presentándose como Cascada, y se oponía a formar una banda. Con sólo 16 años, ya trabajaba para varios dj's. Prestó su voz al grupo 2 Vibez en su canción "Sometimes", la cual fue lanzada al mercado en 8 de octubre de 2004.
Al final, conoció a Yann Peifer y a Manuel Reuter.

### Manian
Manuel Reuter, conocido profesionalmente como DJ Manian o simplemente Manian, es un productor alemán, DJ de música trance, y propietario de la discográfica Zooland Records. Él trabaja junto a su compañero Yanou para producir la música y crear los sonidos. Manian ha producido una serie de sencillos bajo distintos seudónimos, y mantiene una serie de diferentes proyectos musicales, incluyendo Tune Up! (con Yanou) Bulldozzer, MYC, AMPIRE, Liz Kay, etc. Las canciones de Manian a menudo se incluyen en los recopilatorios Clubland. Es bien conocido por su tema Welcome to the Club.
En 2010 se publicó su álbum Welcome To The Club (The Album) con 2 CD, 1 de todas sus producciones y nuevas canciones y el 2 de Remixes. En julio del mismo año lanzó su sencillo Loco.

### Yanou
Yann Peifer, conocido profesionalmente como Yanou, es un productor y músico alemán de música trance. Ha colaborado con DJ Sammy en el exitazo "Heaven" y con la vocalista Do. Produce música para Cascada junto a DJ Manian y Natalie Horler. Ha hecho unas versiones de Everytime We Touch, Miracle, y What Hurts the Most con su marca Candlelight Mix, haciendo una balada lenta y tranquila.

## Trayectoria musical

### 2004—2005: Pre-Everytime We Touch
Cuando Natalie Horler tenía 17 años, ella estaba grabando canciones para varios DJs como 2 Vibez. Eventualmente, ella estuvo con Yanou y DJ Manian. Realmente ellos querían lanzar las canciones bajo el nombre de Cascade, pero debido a que había otro artista con un nombre similar lo cambiaron a Cascada. En Andorfine Records, produjeron el tema Miracle, y su seguidora Bad Boy, en Alemania. Esto llamó la atención al sello dance americano Robbins Entertainment, que negociaron un contrato y Miracle fue lanzado en 2004. Aunque este no atrajo mucha atención, fue entonces cuando Cascada les ofreció Everytime We Touch. Más tarde Cascada firmó con AATW en Reino Unido, ya que se habían interesado en ellos.

### 2005—2007: Everytime We Touch
Cascada experimentó el éxito en Reino Unido y Estados Unidos casi un año después de lanzar su segundo sencillo americano, Everytime We Touch, un cover de la canción del mismo nombre de Maggie Reilly, de 1992. Pronto después de la popularidad de la canción de éxito, se grabó y lanzó un álbum en pocas semanas, y también un vídeopromocional.
El álbum ha experimentado éxito en los charts de Reino Unido dónde estuvieron 24 semanas desde que fue lanzado a principios de marzo, llegando al número 2. El álbum también experimentó éxito en Estados Unidos.
Un total de 8 sencillos fueron lanzados del álbum, de los cuales 4 han sido lanzados en el Reino Unido: "Everytime We Touch", "Truly Madly Deeply", "Miracle" y "A Neverending Dream" y todos entraron el top 10 de las lista, excepto "A Neverending Dream", que llegó al Nº46.
En Estados Unidos hicieron el relanzamiento de "Miracle" poco después del adelanto de "Everytime We Touch", recibiendo la gran promoción de la radio y llegar a las listas de EE. UU. Su álbum Everytime We Touch. Tras el éxito del álbum ganaron dos nominaciones a los World Music Awards, ganando ellos el premio de mejor artista alemán con más ventas en 2007. El álbum ha vendido más de 7 millones de copias en todo el mundo.

### 2007—2008: Perfect Day

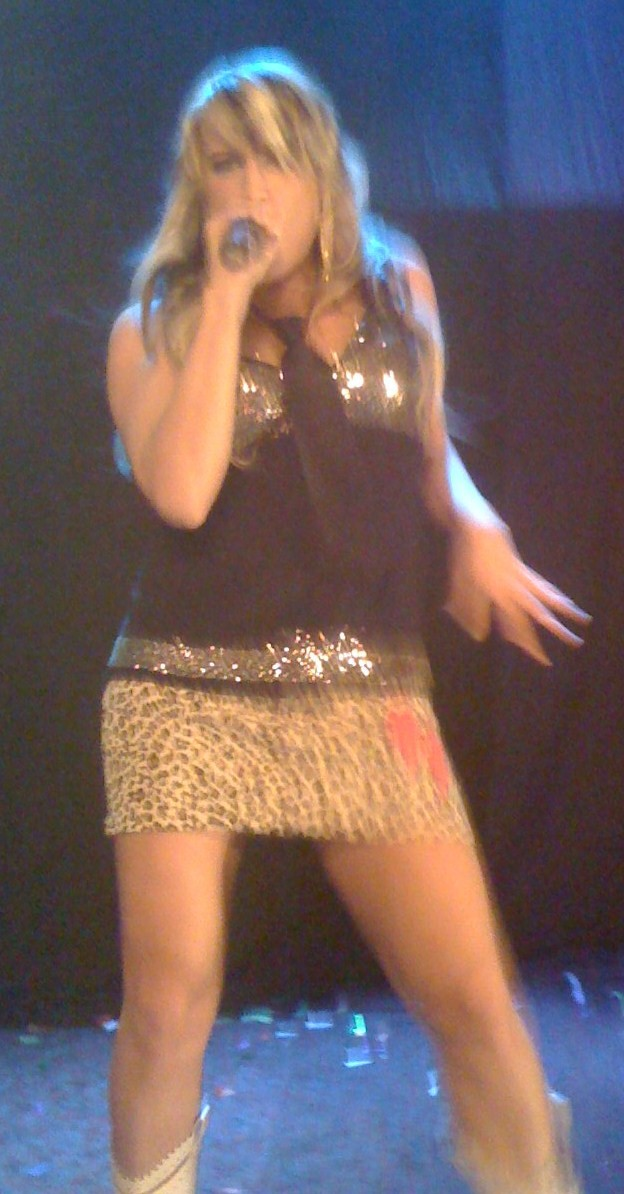
Natalie Horler en 2008.

Natalie Horler anunció la primera que estaban trabajando en su segundo álbum durante una entrevista japonesa, que fue enviada a su blog en MySpace. Ella dijo que habría unas pocas baladas y posiblemente una canción house en el álbum. También hay algunos covers en el álbum, destacando "Sk8er Boi" de Avril Lavigne, "Just Like A Pill" de Pink, "Because the Night" de Patti Smith y "What Hurts the Most" de Mark Wills, además, dos canciones ("Endless Summer" y "I Will Believe It") fueron grabados por Natalie Horler y DJ Manian bajo el nombre de Siria.
Sin embargo en Estados Unidos y Canadá en el álbum, las canciones Just Like A Pill, Sk8er Boi y las canciones que fueron de Siria, fueron reemplazadas por Holiday (cover de Jenny May), Faded (cover de Kate DeArugo) y Dream On Dreamer.
Natalie,  declaró en una entrevista en Francia, que iba a tener escribir partes del álbum. Sin embargo, ninguna de las pistas del álbum fueron escritas por ella. El álbum fue lanzado a finales de 2007 en Reino Unido, como Natalie dijo en Toazted Interview. Estados Unidos fue alrededor del 4 de marzo.
La primera canción lanzada fue What Hurts the Most lanzada a finales de 2007 y principios de 2008. En Navidad se lanzó como sencillo promocional y con videoclip Last Christmas. El sencillo fue lanzado en varias fechas alrededor del mundo. En Reino Unido y Alemania What Hurts the Most fue seguido por What Do You Want From Me?.
Más tarde se grabó el videoclip de Because the night y fue lanzado como tercer sencillo en Reino Unido y Alemania. Pero en Estados Unidos Because the Night fue reemplazada por Faded, y más tarde, como último sencillo para Estados Unidos fue Perfect Day.
En 2009 sacaron al mercado un disco llamado: Cascada and friends Vol. 1, con la colaboración de varios artistas del género.

### 2008—2009: Evacuate the Dancefloor
El 10 de abril de 2008, Horler anunció que la grabación del tercer álbum comenzaría pronto y que el álbum sería lanzado en el 2009. Jo Whiley anunció en su radio que Chris Martin, de Coldplay, trabajaría con Cascada, pero esto fue negado por Natalie. El productor Yanou confirmó que el sencillo y el álbum serían lanzados alrededor de junio y también dijo que no habría covers en el álbum. Evacuate the Dancefloor fue lanzado el 6 de julio en Reino Unido y Alemania. El sencillo y el título del álbum Evacuate the Dancefloor fue lanzado el 29 de junio de 2009, en Reino Unido, dónde se convirtió en un sencillo número uno. El sencillo tuvo éxito en todo el mundo. En Estados Unidos fue certificado como platino con ventas de un millón.
El 28 de mayo, un show fue hecho en Londres dónde Horler presentó canciones del nuevo álbum: Evacuate the Dancefloor, Breathless, Draw the Line y Dangerous. El álbum fue inicialmente lanzado en Reino Unido el 3 de julio, y fue lanzado en otros países del mundo en los meses siguientes. Horler hizo apariciones en clubs en el mundo para promocionas el lanzamiento del álbum.
El álbum tiene una gran variedad de estilos diferentes respecto a los 2 álbumes anteriores, introduciendo diferentes sonidos e instrumentos que solían tener. El 17 de julio, fue anunciado que Cascada abriría el acto para Britney Spears, The Circus Starring: Britney Spears Tour, en Berlín, Alemania el 26 de julio de 2009. Fever se convirtió en el segundo sencillo del álbum en la mayoría de los países, incluyendo Alemania, Austria y Suecia, y fue lanzado en octubre.
El sello de Cascada en Reino Unido, AATW, decidió lanzar Dangerous en Reino Unido e Irlanda cómo segundo sencillo; fue lanzado físicamente en octubre del 2009. Fever fue lanzado como un sencillo digital el Reino Unido el 21 de diciembre de 2009, y fue lanzado digitalmente en Estados Unidos el 26 de enero, del 2010. Evacuate the Dancefloor es la canción número 36 de las más exitosas del mundo en 2009, con más de 2,500,000 de descargas legales.

### 2010—2011: Original Me
Natalie Horler mencionó en una entrevista (para la radio Sheffield) en noviembre de 2009 qué Cascada estaría trabajando en un nuevo álbum pronto. En una entrevista con Digital Spy, le preguntaron a Horler sobre la posibilidad de un cuarto álbum, y ella respondió:

"Habrá un álbum eventualmente, pero ahora mismo estamos tratando de brindar algunas y excitantes canciones para sorprender a las personas... Un día nos sentaremos y elegiremos las mejores y las uniremos para el álbum."

En un correo para todos los fanes y suscriptores, Horler y los demás anunciaron que un cuarto álbum estaría siendo trabajado, y que los detalles vendrían pronto. Fue confirmado en su web oficial y Twitter que el nuevo álbum estaría haciéndose.
Tomando nota de las críticas que recibió su anterior álbum, sobre todo la falta de cohesión que une el álbum en su totalidad, Cascada decidió experimentar con una estrategia para un nuevo lanzamiento, la planificación para producir y lanzar sencillos diferentes y luego tratar de juntarlos todos en un álbum. El primer sencillos fue Pyromania, que fue lanzado en 2010, y el 12 de febrero de 2010, Cascada presentó el sencillo Pyromania en una radio alemana y con el vídeo musical estrenado en Youtube una semana después. Fue lanzado en Alemania digitalmente el 16 de marzo, seguido por un lanzamiento físico el 19 de marzo de 2010. Más tarde se presentaron el 5 de marzo en un show alemán The Dome en Berlín.
En una entrevista con 4Music, Natalie dijo que un nuevo sencillo de Cascada sería lanzado unos meses y que la canción tendría el mismo estilo que Evacuate the Dancefloor y Pyromania.
El sello discográfico de Estados Unidos, Robbins Entertainment comentó sobre la filtración de una versión remix de la canción Night Nurse, diciendo que podría ser el sencillo próximo después de Pyromania. También dijeron que Everytime I Hear Your Name quizás pueda ser lanzado como el próximo sencillo para Estados Unidos del álbum anterior. Horler dijo en su cuenta oficial de Twitter el 20 de octubre de 2010 que estaba grabando un nuevo vídeo, que luego fue revelado el 6 de noviembre que era para Night Nurse, con el vídeo siendo estrenado en Clubland TV y en YouTube. No se ha dado más información sobre el lanzamiento de Night Nurse. El 26 de noviembre de 2010, salió a la venta entradas para una gira pequeña en Reino Unido en junio de 2011, que se cree que la gira va a coincidir con el lanzamiento del próximo álbum. En mayo anunciaron que habían cancelado las giras para Reino Unido por problemas desconocidos y por tanto fueron aplazadas.
Para el 2011, Cascada vuelve con un nuevo sencillo y álbum. A finales de marzo del 2011, Cascada estuvo grabando dos nuevos videos para sus nuevos sencillos Au Revoir y San Francisco, que han sido confirmados por Do Dat Entertainment en su Twitter
El 8 de abril AATW confirmó en su cuenta de Twitter que el nuevo sencillo de Cascada sería San Francisco con remixes de Cahill, Wideboys, Frisco y Lockouts y  que la premier del videoclip estaría pronto en Clubland TV.
El vídeo de San Francisco se estrenó en YouTube el 6 de mayo en la cuenta de AATW. El sencillo se lanzó primero en Alemania el 3 de junio y tras la fuerte promoción en varios programas de TV como The Dome, el sencillo se colocó en el #13 de las listas alemanas. El vídeo muestra a Natalie con un grupo de personas vestidas como los hippies de hoy en día en una noche en San Francisco para una fiesta, que termina con ellos en una fiesta en una azotea.
El 19 de junio ya salió a la venta las dos versiones de 'Original Me', una contiene únicamente un CD con las nuevas canciones solo lanzado para Alemania, Austria y Suiza y la que contiene dos CD; en el que el segundo CD es una recopilación de algunos de sus sencillos anteriores y lanzado para Reino Unido, Italia, Irlanda, Países Bajos, Noruega, Finlandia, Eslovaquia y España. En España, primero se puso a la venta a través de iTunes, Spotify y Amazon España junto con el resto de países europeos y la versión física del álbum se distribuyó durante los meses de julio y agosto en el que llegó a tiendas como Fnac y El Corte Inglés.
El 19 de agosto, la discográfica estadounidense Robbins Entertainment anuncio en su foro oficial y en su cuenta de Twitter que no lanzarían Original Me en los Estados Unidos. Más tarde la administradora oficial del foro de Robbins anunció que Cascada y Robbins se han separado amistosamente; por lo que posiblemente Zooland Records la discográfica oficial de Cascada busque a otra discográfica estadounidense o que por su lado (Zooland) liberen el álbum.
El siguiente sencillo de Original Me fue Au Revoir estrenando el vídeo oficialmente en su cuenta de Youtube el 8 de septiembre; y el cual fue lanzado digitalmente en Alemania el 23 de septiembre, incluyendo remixes de DJ Gollum y Mondo y para el Reino Unido el 9 de octubre, y más tarde, en noviembre Au Revoir fue lanzado en Estados Unidos.

### 2012-2013: Jurado en DSDS, "Summer Of Love", "The Rhythm Of The Night",Eurovisióny "The Best of Cascada"
El 27 de septiembre, en la página oficial del canal alemán RTL confirmaron que Natalie (cantante del grupo) participaría de jurado junto a Dieter Bohlen y Bruce Darnell en la nueva temporada de Deutschland Sucht Den Superstar, un programa que buscara las mejores voces por Alemania, Austria y Suiza. La nueva temporada comenzó en primavera de 2012.
El 2 de enero, Natalie confirmó en una entrevista alemana que durante el rol de jurado que tiene en DSDS, Cascada lanzaría un nuevo sencillo para principios de 2012, pero sin fecha de lanzamiento confirmada.
Finalmente, el 2 de marzo de 2012, se reveló que el nuevo sencillo se llamaría "Summer of Love" y tendría una fecha de lanzamiento el 30 de marzo en Alemania. Un previo de 30 segundos fue puesto en libertad el mismo día, con muchas buenas críticas elogiando el nuevo sonido dance que traía. El 5 de marzo de 2012, Natalie publicó una actualización en Facebook afirmando que ella se dirigía a Tenerife, España, para rodar el vídeo musical de "Summer Of Love" en la Playa de Las Teresitas.
Cascada lanzó en varios países europeos "Back On The Dancefloor", un álbum recopilatorio de dos CD que incluía el nuevo sencillo "Summer Of Love".
A principios de junio se filtró en internet un video de Natalie cantando un cover de  "The Rhythm Of The Night" de Corona. Unos meses antes Natalie publicó una entrada en Facebook anunciando que estaban preparando un nuevo sencillo tras la buena acogida de "Summer Of Love". "The Rhythm Of The Night" fue puesto en libertad en Amazon con una fecha de lanzamiento para el 22 de junio en Alemania y Estados Unidos.  El mismo día del lanzamiento se publicó el vídeo oficial en Youtube.
El 17 de diciembre de 2012, la emisora alemana NDR anunció que el grupo participaría en Unser Song für Malmö, compitiendo para ser el representante de Alemania en el Festival de Eurovisión 2013 celebrado en Malmö (Suecia), con el tema Glorious. El videoclip fue lanzado el 1 de febrero y el sencillo, una semana más tarde, el 8 de febrero. La canción consiguió ganar el concurso, celebrado el 14 de febrero en Hannover, convirtiéndose oficialmente en los representantes alemanes.
El 29 de marzo, Cascada lanzó en Alemania su segundo álbum recopilatorio, llamado "The Best of Cascada", que incluye el tema Glorious, The Rhythm Of The Night y Summer of Love, además de The world is in my hands, que será su nuevo sencillo.

### Eurovisión 2013
La banda Cascada representó a su país, Alemania, en el Festival de la Canción de Eurovisión 2013, celebrado en Malmö (Suecia) el 18 de mayo de 2013. Se presentó con la canción "Glorious", aunque era una de las favoritas para ganar el festival, finalmente quedó en el puesto número 21 con tan sólo 18 votos, a 263 votos de la ganadora Emmelie de Forest (Dinamarca).

### Acoustis Sessions (Álbum acústico) 2013
El 1 de noviembre de 2013, Cascada aparta a un lado el Dance como estilo musical, y se centra en las acústicas y baladas. En dicho álbum versiona algunas canciones al acústico como "Ready For Love", "San Francisco", "Everytime I Hear Your Name", "Evacuate The Dancefloor", "Glorious"... entre otras, aparte de incluir todos los Yanou's Candlelight Mixes que ha grabado hasta el momento en sus demás álbumes. También incluye duetos con el grupo The Connells en la canción "74' 75'", con Robin Stjernberg en "You" y con Nick Howard en "Breathless".

### Runy nuevos proyectos 2017
Después de dos largos años de descanso, el grupo regresa con el nuevo tema que se titula "Run" lanzado el 27 de enero de 2017 y durante una entrevista en la semana siguiente Natalie revela que el grupo ha estado trabajando duramente en un nuevo álbum de estudio la cual ya tienen terminados varios temas para ello y uno de esos será lanzado en los próximos meses. El 20 de abril de 2017 el grupo lanza su nuevo sencillo titulada "Playground" que es también la canción oficial del campeonato mundial de Hockey sobre hielo de Colonia, Alemania y Francia de ese mismo año.

## Apariciones
Antes del tercer álbum de Cascada, Horler no recibía mucha atención del medio. De todas maneras, por el éxito de Evacuate the Dancefloor, se convirtió, en palabras de Digital Spy, una estrella. Su rostro ha aparecido en muchos diarios cómo 'The Sun' y 'Daily Star'.
En otoño del 2006, Horler fue vista en la televisión como una invitada en el show Bacl @ Ya en bmp:tv, un canal de Canadá y algunas partes de Estados Unidos. bmp:tv se especializa en pasar vídeos musicales de baile y electrónica. El mismo año, apareció en vivo en 'Regis and Kelly' para promocionar Everytime We Tocuh.
Horler también se presentó en 'The Clubland Top 50' en el canal de música de Reino Unido, 4Music, cómo también en 'MTV Dance Top 50'. Apareció en varios shows de televisión, la mayoría en Europa. En diciembre, presentó "Last Christmas" en vivo en el show GMTV, para promocionar la versión de Perfect Day; el 28 de julio de 2008, protagonizó "Because the Night" en vivo; y el 3 de julio de 2009, cantó "Evacuate the Dancefloor" para promocionar el nombrado título. El 18 de septiembre, apareció en 'UK EuroMillions llotery' con "Dangerous".
También aparece su canción Evacuate the Dancefloor en el anuncio de televisión y en el juego Dance Central de Kinect para Xbox 360.
Durante más de un año la cadena alemana, Deutsche Welle (DW-TV), estuvo grabando un documental de Cascada, el programa estuvo acompañando a la artista para saber como era el día a día de ella con sus bailarines en las grabaciones del vídeo Pyromania, en los conciertos, programas de radio, viajes, etc. El documental se estrenó a principios de enero del 2011. Además en el programa se muestra un fragmento de una nueva canción de Cascada llamada «Enemy», se muestra una versión en dance y otra en balada.
El 8 de abril, Cascada canto junto a Jerome Molnar la canción «Jump» en el programa alemán Dein Song 2011. En junio, el día 1, canto en directo su nuevo sencillo San Francisco para el programa The Dome.
El 27 de septiembre, en la página oficial del canal alemán RTL confirmaron que Natalie (cantante del grupo) participaría de jurado junto a Dieter Bohlen y Bruce Darnell en la nueva temporada de Deutschland Sucht Den Superstar, un programa que buscara las mejores voces por Alemania, Austria y Suiza. La nueva temporada comenzará en primavera de 2012.

## Discografía
| Álbumes de Estudio - 2006: Everytime We Touch - 2007: Perfect Day - 2009: Evacuate the Dancefloor - 2011: Original Me - 2012: It's Christmas Time - 2013: Acoustic Sessions - 2024: Studio 24 Álbumes Recopilatorios - 2010: Platinum - 2010: 3D Special Edition - 2010: Just The Hits - 2012: Back On The Dancefloor - 2013: The Best Of Cascada Álbumes Remix - 2006: The Remix Album - 2006: Waterfall: The Essential Dance Remix Collection EP - 2006: Ready For Love EP | Sencillos - 2004: Miracle - 2004: Bad Boy - 2005: Everytime We Touch - 2005: How Do You Do - 2006: Truly Madly Deeply - 2006: A Neverending Dream - 2006: Wouldn't It Be Good - 2006: Ready for Love - 2007: What Hurts the Most - 2008: What Do You Want From Me - 2008: Because The Night - 2008: Faded - 2009: Perfect Day - 2009: Evacuate the Dancefloor - 2009: Fever - 2009: Dangerous - 2010: Pyromania - 2011: San Francisco - 2011: Au Revoir - 2012: Summer Of Love - 2012: The Rhythm Of The Night - 2013: Glorious - 2013: The World Is In My Hands - 2014: Blink - 2014: Madness - 2015: Reason | Sencillos Promocionales - 2007: Last Christmas - 2010: Night Nurse - 2011: Let It Snow Colaboraciones - 2011: Jump (con Jerome Molnar) - 2013: 74'75' (con The Connells) - 2013: You (con Robin Stjernberg) - 2013: Breathless (con Nick Howard) |

## Videografía
| Año  | Video                                      | Director        |
| ---- | ------------------------------------------ | --------------- |
| 2004 | Miracle                                    | Lisa Mann       |
| 2005 | Everytime We Touch (original version)      | Max Nichols     |
| 2005 | Everytime We Touch (international version) | Max Nichols     |
| 2006 | Truly Madly Deeply                         | Stephen Gragg   |
| 2007 | A Neverending Dream                        |                 |
| 2007 | What Hurts the Most                        | Clark Jackson   |
| 2007 | Last Christmas                             | Dirk Hilger     |
| 2008 | What Do You Want From Me?                  | Silvio Soldini  |
| 2008 | Because The Night                          | Dirk Hilger     |
| 2009 | Evacuate the Dancefloor                    | Max Nichols     |
| 2009 | Fever                                      | Dirk Hilger     |
| 2009 | Dangerous                                  | Jonathan Mostow |
| 2010 | Pyromania                                  | Lisa Mann       |
| 2010 | Night Nurse                                | Lisa Mann       |
| 2011 | San Francisco                              | Lisa Mann       |
| 2011 | Au Revoir                                  | Lisa Mann       |
| 2012 | Summer Of Love                             |                 |
| 2012 | The Rhythm Of The Night                    |                 |
| 2013 | Glorious                                   |                 |
| 2013 | "The World Is In My Hands                  |                 |
| 2014 | "Blink                                     |                 |
| 2014 | "Madness                                   |                 |
| 2015 | "Reason                                    |                 |

## Giras
- 2007: Everytime We Touch Tour
- 2008: Clubland Live Tour
- 2008: Perfect Day Tour
- 2009: Clubland Live Tour
- 2011: 2011 Mini Tour

## Premios y nominaciones
|      | Show de Premios                  | Premio                                 | Título                  | Resultado |
| ---- | -------------------------------- | -------------------------------------- | ----------------------- | --------- |
| 2006 | International Dance Music Awards | Mejor Nuevo Baile en Artista           |                         | Ganador   |
| 2006 | International Dance Music Awards | Mejor Energía/Euro Track               | Everytime We Touch      | Nominado  |
| 2006 | Napster Awards                   | Baile Más Tocado/Álbum electrónico     | Everytime We Touch      | Ganador   |
| 2007 | World Music Awards               | Mejor Venta de Artista Pop Femenina    |                         | Nominado  |
| 2007 | World Music Awards               | Mejor Vendedor Artista de Alemania     |                         | Ganador   |
| 2008 | European Border Breakers Awards  | Mejor Europeo Border Breaker- Alemania | Everytime We Touch      | Ganador   |
| 2008 | International Dance Music Awards | Mejor Energía/Euro Track               | Truly, Madly, Deeply    | Nominado  |
| 2008 | International Dance Music Awards | Mejor Baile en Artista                 |                         | Nominado  |
| 2009 | International Dance Music Awards | Mejor Baile (Solo)                     |                         | Nominado  |
| 2010 | International Dance Music Awards | Mejor Energía/Euro Track               | Evacuate The Dancefloor | Nominado  |
| 2010 | International Dance Music Awards | Mejor Canción Pop                      | Evacuate The Dancefloor | Nominado  |
| 2010 | International Dance Music Awards | Mejor Artista (Grupo)                  |                         | Ganador   |
| 2010 | MTV Video Music Awards 2010      | Mejor Video Dance                      | Evacuate The Dancefloor | Nominado  |
| 2010 | Urban Music Awards               | Mejor acto dance                       |                         | Ganador   |
| 2010 | UK Music Awards                  | Premio dance                           | Evacuate the dancefloor | Ganador   |
| 2011 | Comet Awards                     | Mejor artista femenina                 |                         | Nominado  |
| 2011 | International Dance Music Award  | Mejor canción de dance comercial       | Pyromania               | Nominado  |
| 2011 | You Choice Awards                | Mejor vídeo femenino                   | Night Nurse             | Nominado  |
| 2011 | You Choice Awards                | Mejor canción de club                  | Night Nurse             | Nominado  |
| 2013 | Unser Star für Malmö             | Representar a Alemania en Eurovisión   | Glorious                | Ganador   |